# Wurf (Einheit)
Der Wurf war im weitesten Sinn ein Volumenmaß ohne Angaben einer Litermenge. Genau bezeichnete der Begriff  ein Maßgefäß für Ton in der Steinzeugherstellung. Unter dem Wurf war die Menge an Material zu verstehen, die zur Herstellung eines Steinzeuges gebraucht und auf einer Töpferscheibe aufgelegt wurde. Besonders in der sogenannten Kannenbäckerei, der Kannen- und  Krugherstellung, war das Maß gebräuchlich und war die Grundlage der Errechnung der Arbeitsleistung, dem Tagwerk. Die Werte galten für kleinbetriebliche Fertigungen im Westerwald. Die unterschiedlichen Kannengrößen erforderten auch unterschiedliche Materialmengen. So gab es Maßgefäße von 1 Wurf, 1 ½ Wurf,  ¼ Wurf und 10 Wurf. 
- 1 Tagwerk = 42 Stück zu 1 Wurf
- 1 Tagwerk  = 5 Stück zu 10 Wurf

Selten gefertigte Steinzeuge wurden als Stück und Brett vergütet. Tüchtige Wirker, die Bezeichnung für die Arbeiter,  konnten bis 2 ½ Tagwerke schaffen, 1 ½ Tagwerk waren die Regel. Ohne feste Arbeitszeit.